# 飞花如蝶
《飞花如蝶》，又名《黄浦风云》，是一部2006年首播的中国大陆民国传奇剧，由上海文广新闻传媒集团、浙江省嘉兴市广播电视总台和上海华敏泰格影视文化传媒有限公司联合出品，电视剧《月影风荷》的原版人马参与制作，并由平江锁金执导，何家劲、王嘉、高兰村、时代美、江疏影、刘诗诗等领衔主演。全剧以民国时期为背景，讲述了戏班出身的女主人公从越剧之乡嵊州来到上海闯荡，在表演的过程中对越剧进行改良和推广，最终成长为一代越剧名伶的故事。
作为一部纪念越剧诞辰百年的献礼剧，本剧于2005年6月在浙江嵊州正式开机拍摄，同年9月25日杀青关机。2006年8月21日，本剧在嵊州电视台全国首播，同年9月7日登陆上海电视台电视剧频道播出。

## 主要演员
- 何家劲 饰 关大义
- 王嘉 饰 萧丹凤
- 高兰村 饰 马日升
- 时代美 饰 萧晓凤
- 江疏影 饰 金凤
- 李健 饰 仇青凤
- 刘诗诗 饰 棋儿
- 斯琴高娃 饰 窦男
- 何赛飞 饰 于小兰